# 奥尔莫别墅
45°49′8.53″N 9°3′55.53″E / 45.8190361°N 9.0654250°E
奥尔莫别墅（Villa Olmo）是一座新古典主义别墅，位于意大利北部城市科莫。

## 历史
该别墅始建于1797年，业主奥代斯卡尔基侯爵聘请瑞士建筑师西蒙·坎托尼设计，是一座在湖滨修建的贵族夏季避暑别墅。该别墅得名于一颗种植在华丽的花园中间，现在已死去的榆树。1924年科莫市政府收购了别墅，如今只在展览期间向公众开放，而湖畔花园在白天可以自由进出。

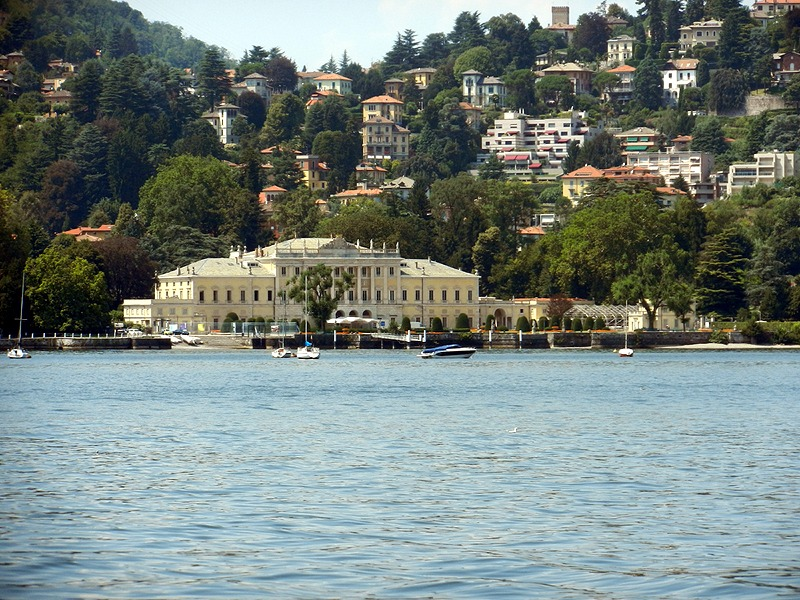
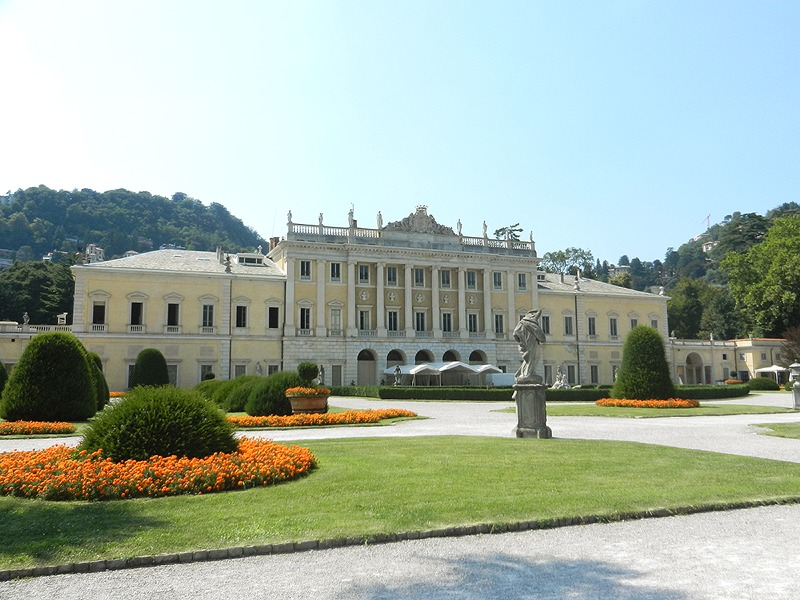
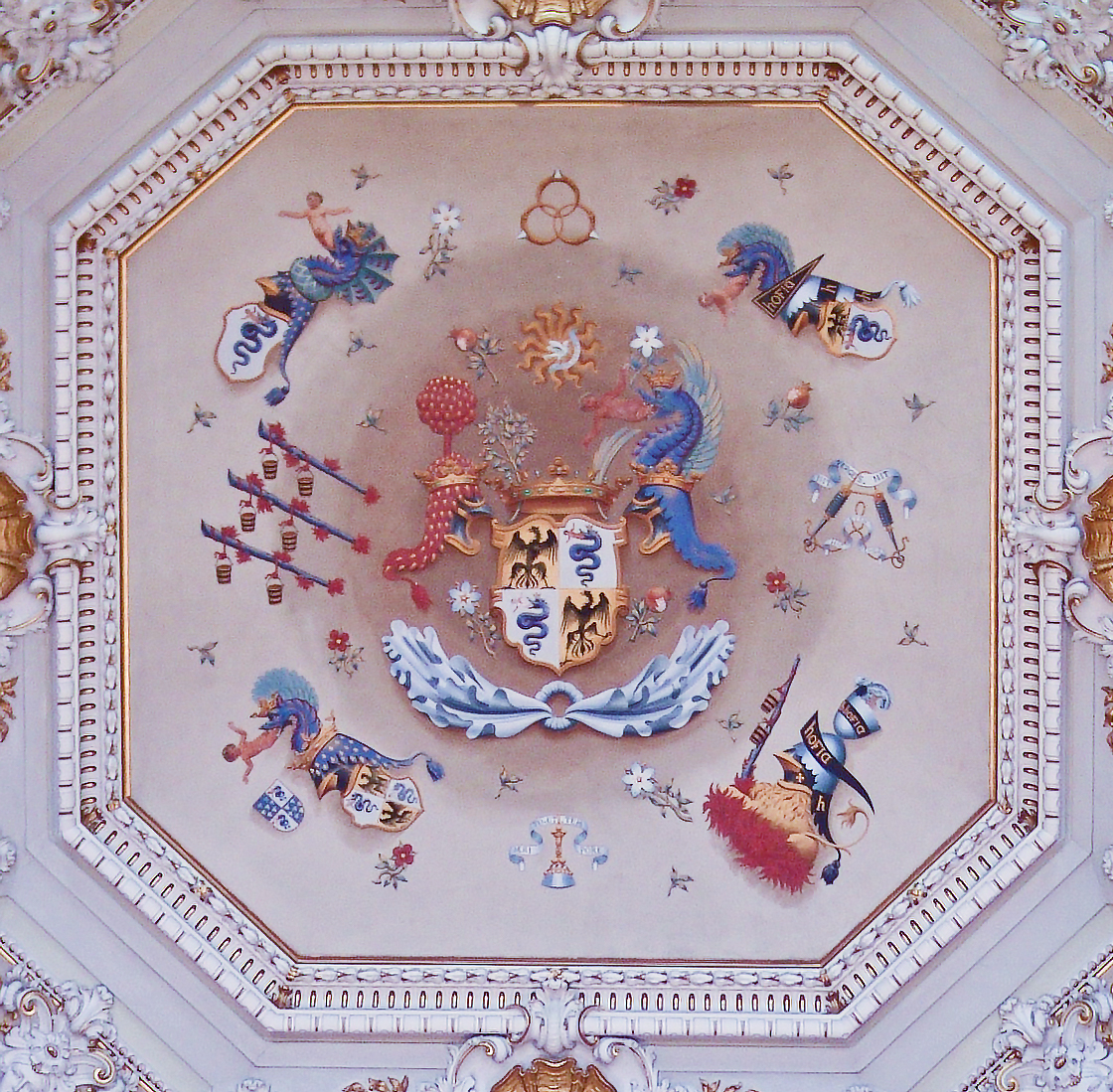